# Ursus americanus luteolus
Ursus americanus luteolus és una subespècie de l'os negre americà (Ursus americanus). Es troba a l'est de Texas, Louisiana i el sud de Mississipi. És un mamífer gros amb un pelatge llarg de color negre i una cua curta i ben peluda. Té els ulls petits, el nas ample amb narius grans i el musell és de color marró groguenc amb una taca blanca.